# Poltys illepidus
Poltys illepidus là một loài nhện trong họ Araneidae.
Loài này thuộc chi Poltys. Poltys illepidus được Carl Ludwig Koch miêu tả năm 1843.

## Hình ảnh

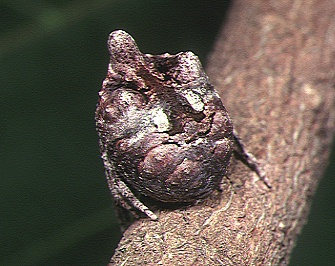
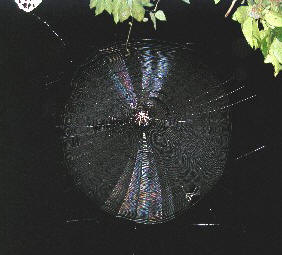
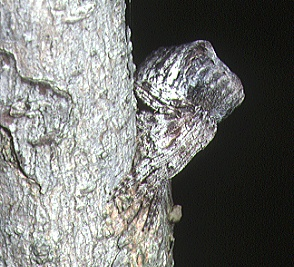
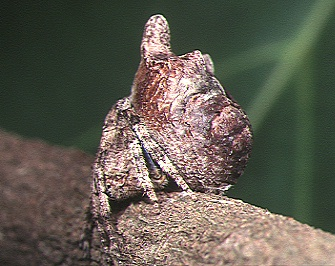